# Magyar és magyarországi kötődésű muszlim személyiségek listája
Magyar és magyarországi muszlim személyiségek listája

## Középkor
- Abu Hámid al-Garnáti
- Mizse nádor

## Török hódoltság
- Aladdin Ali dede
- Evlija Cselebi
- Gázi Kászim
- Gül baba
- Ibrahim Müteferrika
- Ibrahim Pecsevi
- Piali pasa
- Szigetvári Csöbör Balázs
- Terdzsüman Mahmud

## 19. század
- Bem József
- Guyon Richárd
- Kmety György
- Leitner Gottlieb Vilmos
- Molla Szádik
- Nusaybini magyar muszlimok
- Stein Miksa
- Széchenyi Ödön

## 20. század
- Durics Hilmi Huszein
- Germanus Gyula
- Lőrinc oğlu Musa
- Mehmedagics Iszmail

## Jelenkor
- Abdul-Fattah Munif
- Boga István
- Bolek Zoltán
- Horthy István (Sharif)
- Magyarosi Árpád
- Mihálffy Balázs
- Mohamed Aida
- Rózsa-Flores Eduardo
- Saleh Tayseer
- Sóos Tamás
- Sulok Zoltán